# Кривець Юхим Хомич
Юхим Хомович Кривець (1897, села Кривець Лідського повіту Віленської губернії, тепер Білорусь — розстріляний 26 січня 1940) — діяч ГПУ/ НКВД СРСР, один із керівників органів держбезпеки в 1920—30-х роках в УСРР—УРСР, старший майор державної безпеки. Включений СБУ в список організаторів Голодомору. Депутат Верховної Ради СРСР 1-го скликання.

## Життєпис
Народився в родині чорнороба на залізниці. У 1912 році закінчив Двінське вище початкове училище.
З червня 1912 до липня 1914 року — машиніст перепису Двінського повітового з'їзду. З липня 1914 до серпня 1915 року — письмовод члена окружного суду і 2-ї дільниці Двінського повіту.
У серпні 1915 — лютому 1916 року — письмовод Брянської міської управи. З лютого по травень 1916 року — машиніст-переписувач Арсеналу в місті Брянську.
У травні — листопаді 1916 року — рядовий запасного і 97-го Ліфлянського стрілецьких полків, учасник Першої світової війни. З листопада 1916 по квітень 1917 року лікувався в госпіталі в місті Черкасах.
У квітні — жовтні 1917 року — писар Управління військового начальника в місті Брянську.
Член РСДРП(б) з вересня 1917 року.
У жовтні 1917 — липні 1918 року — помічник секретаря заводського комітету Арсеналу в Брянську.
З серпня до жовтня 1918 року — начальник 2-го району Ржевської міської міліції.
У жовтні 1918 — 1919 року — слідчий Брянської повітової ЧК. З травня до грудня 1919 року — член колегії, завідувач юридичного відділу Брянської повітової ЧК.
У січні 1920 — липні 1921 року — слідчий, заступник завідувача юридичного відділу, уповноважений, член колегії та секретар Полтавської губернської ЧК.
У липні 1921 — 1922 року — уповноважений з контррозвідки, заступник начальника політичного відділу Київської губернської ЧК. У 1922 — серпні 1923 року — начальник Секретного відділу, заступник начальника Секретно-оперативного відділу, начальник та заступник начальника контррозвідувального відділу, уповноважений Київської губернської ЧК.
У серпні 1923 — 1925 року — уповноважений контррозвідувального відділу, заступник начальника контррозвідувального відділу ДПУ при РНК Української СРР. До грудня 1925 року — начальник контррозвідувального відділу ДПУ при РНК УСРР.
У грудні 1925 — жовтні 1927 року — помічник начальника Київського окружного відділу ДПУ.
У жовтні 1927 — квітні 1930 року — помічник начальника Одеського окружного відділу ДПУ.
У травні 1930 — березні 1931 року — начальник Інформаційного відділу ДПУ при РНК УСРР.
У березні — вересні 1931 року — помічник начальника Київського оперативного сектора ДПУ.
У вересні 1931 — лютому 1933 року — начальник Секретно-політичного відділу ДПУ при РНК УСРР.
У лютому 1933 — березні 1934 року — заступник начальника Дніпропетровського обласного відділу ДПУ.
У березні — липні 1934 року — заступник начальника Економічного управління ДПУ при РНК УСРР. У липні 1934 — листопаді 1936 року — заступник начальника Економічного відділу УДБ НКВС Української СРР.
З 5 листопада по 16 грудня 1936 року — начальник Економічного відділу УДБ НКВС Української СРР.
16 грудня 1936 — 23 січня 1937 року — начальник Управління НКВС по Чернігівській області.
23 січня 1937 — 26 лютого 1938 року — начальник Управління НКВС по Дніпропетровській області. Керував розгортанням масових репресій в області.
17 березня 1938 — 28 січня 1939 року — начальник Управління НКВС по Орджонікідзевському краю після арешту П. Ф. Булаха.
23 січня 1939 року заарештований і засуджений за ст. 58-7-17, 58-8, 58-11 КК РРФСР. Розстріляний 26 січня 1940 року. Не реабілітований

## Звання
- майор державної безпеки (13.12.1935)
- старший майор державної безпеки (20.12.1936)

## Нагороди
- орден Леніна (19.12.37)
- орден Червоного Прапора (22.07.1924)
- знак «Почесний працівник ВНК—ДПУ (V)» (1927)